# Пескароло ед Унити
Пескаро̀ло ед Унѝти (на италиански: Pescarolo ed Uniti, на местен диалект: Pescarol, Пескарол) е община в Северна Италия, провинция Кремона, регион Ломбардия. Административен център на общината е село Пескароло (Pescarolo), което е разположено на 45 m надморска височина. Населението на общината е 1551 души (към 2016 г.).